# ポティゴゲ駅
ポティゴゲ駅（ポティゴゲえき）は大韓民国ソウル特別市中区新堂洞にある、ソウル交通公社6号線の駅である。駅番号は632。

## 歴史
当駅を含む、梨泰院駅から薬水駅間の4駅は、2000年12月15日に鷹岩駅 - 上月谷駅間が開通した際に一斉に開業する予定であったが、工事を担当していた信和建設の倒産によって工事が遅延され、完成まで無停車・通過していた。
- 2001年3月9日 - ソウル特別市都市鉄道公社（当時）6号線の駅として開業。
- 2017年5月31日 - ソウル特別市都市鉄道公社とソウルメトロが統合され、ソウル交通公社の駅となる。

## 駅構造

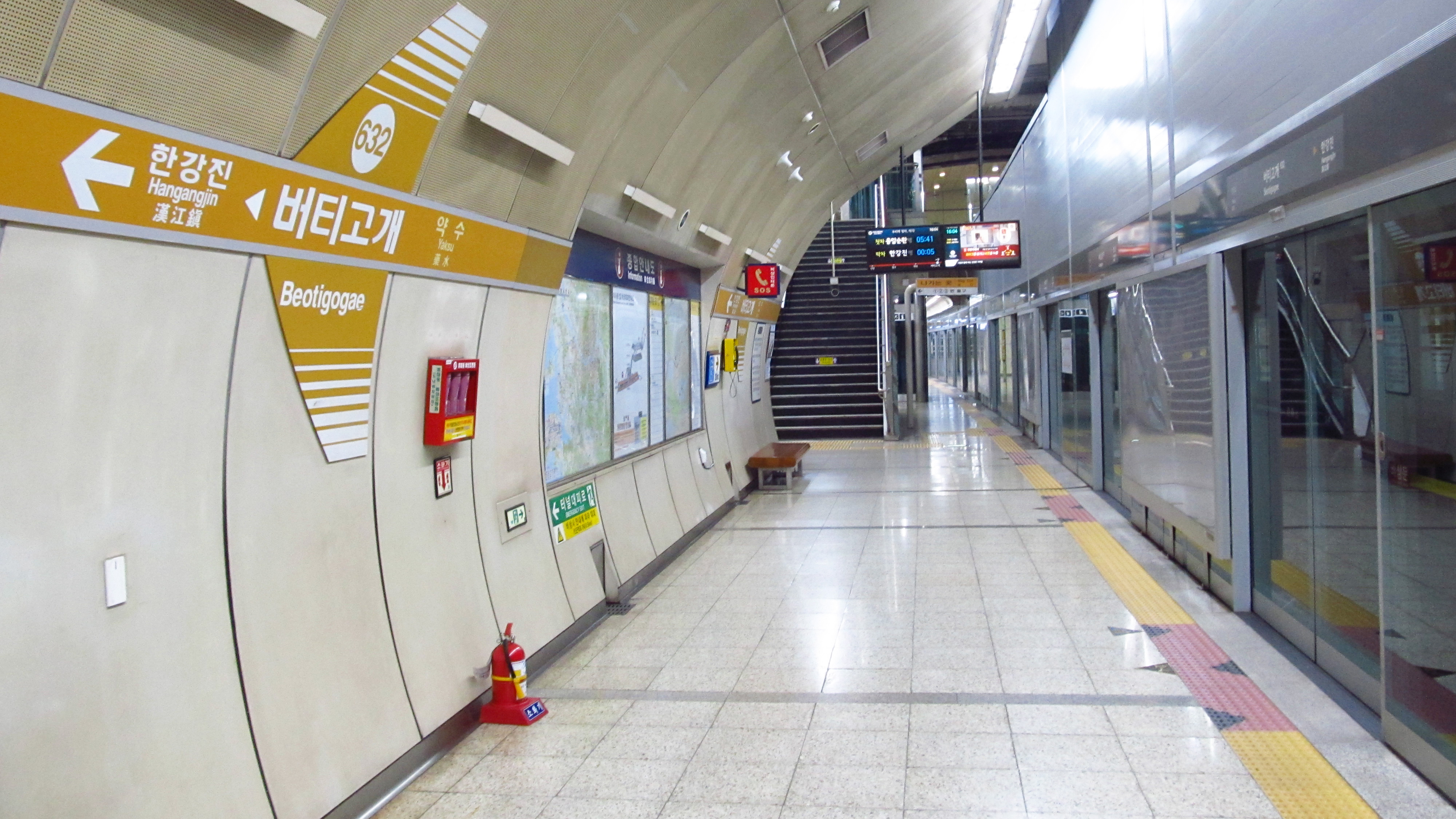
ホームドアが設置されたせいで吹き抜け構造ではなくなったホーム（2018年11月25日）

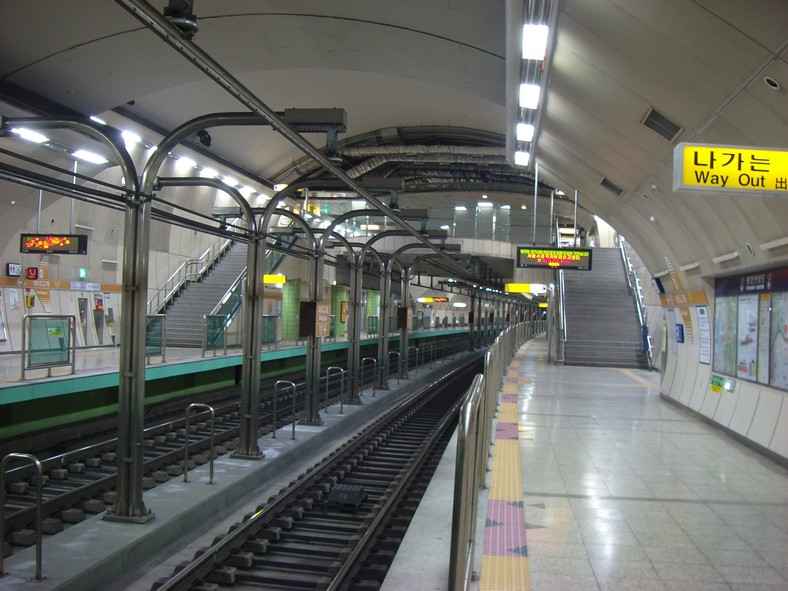
ホームドア設置以前の、吹き抜け構造のホーム（2007年12月3日）

相対式ホーム2面2線の地下駅。フルスクリーンタイプのホームドアが設置されている。付近は南山の山裾で地形が険しいため、山岳工法の広いシールドトンネル内にホームが作られている。以前は吹き抜け構造となっていたが、ホームドア設置時に線路を覆う形で屋根が設置された。
ホームから改札口へ出るには、電車と線路をまたぐ通路を通っていく。なお、改札への通路上には斜行エレベーターがある。

### のりば
案内上ののりば番号は設定されていない。
| 上り | 6号線 | 三角地・孝昌公園前・合井・デジタルメディアシティ・鷹岩方面 |
| 下り | 6号線 | 東廟前・高麗大・石渓・泰陵入口・新内方面                   |

## 利用状況
近年の一日平均利用人員推移は下記のとおり。なお、2001年は開業日の3月9日から12月31日までの298日間の平均である。
| 路線  | 路線     | 2000年 | 2001年 | 2002年 | 2003年 | 2004年 | 2005年 | 2006年 | 2007年 | 2008年 | 2009年 | 出典  |
| ----- | -------- | ------ | ------ | ------ | ------ | ------ | ------ | ------ | ------ | ------ | ------ | ----- |
| 6号線 | 乗車人員 | 未開通 | 2,083  | 2,297  | 2,403  | 2,407  | 2,394  | 2,465  | 2,476  | 2,516  | 2,537  | [ 2 ] |
| 6号線 | 降車人員 | 未開通 | 2,045  | 2,304  | 2,421  | 2,406  | 2,374  | 2,454  | 2,473  | 2,503  | 2,513  | [ 2 ] |
| 6号線 | 乗降人員 | 未開通 | 4,128  | 4,601  | 4,824  | 4,814  | 4,769  | 4,919  | 4,949  | 5,020  | 5,050  | [ 2 ] |
| 路線  | 路線     | 2010年 | 2011年 | 2012年 | 2013年 | 2014年 | 2015年 | 2016年 |        |        |        | [ 2 ] |
| 6号線 | 乗車人員 | 2,563  | 2,587  | 2,573  | 2,622  | 2,662  | 2,584  |        |        |        |        | [ 2 ] |
| 6号線 | 降車人員 | 2,498  | 2,552  | 2,567  | 2,568  | 2,565  | 2,468  |        |        |        |        | [ 2 ] |
| 6号線 | 乗降人員 | 5,062  | 5,139  | 5,140  | 5,190  | 5,227  | 5,052  |        |        |        |        | [ 2 ] |

## 駅周辺
- ジャンウォン中学校（朝鮮語版）
- 奬忠中学校（朝鮮語版）
- 將忠高等学校（朝鮮語版）
- ソウル放送高等学校（朝鮮語版）
- 鷹峰公園

## 隣の駅
ソウル交通公社
 6号線
漢江鎮駅 (631) - ポティゴゲ駅 (632) - 薬水駅 (633)